# 下出義雄
下出 義雄（しもいで よしお、1890年（明治23年）5月12日 - 1958年（昭和33年）1月20日）は、大正から昭和にかけて活動した日本の実業家・教育者・政治家。実業家で貴族院議員も務めた下出民義の長男。父の事業を継ぎ名古屋財界にて活動し、大同製鋼（現・大同特殊鋼）社長や名古屋証券取引所理事長などを務める。事業界での活動の傍ら学校経営にも携わったほか、1942年（昭和17年）から1期のみ衆議院議員も務めた。

## 経歴

### 生い立ち

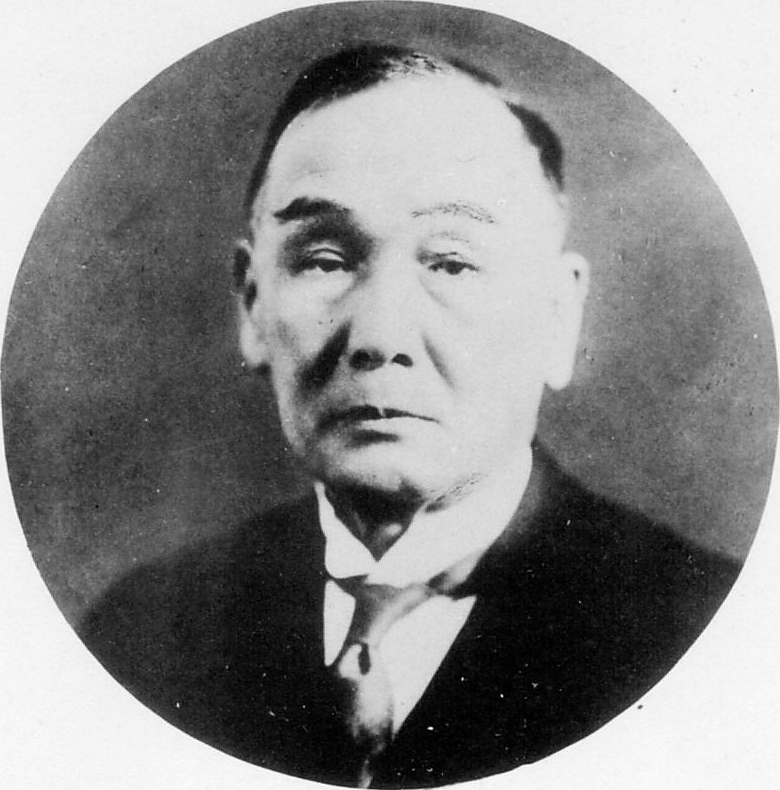
父・下出民義

下出義雄は1890年（明治23年）5月12日、下出民義の長男として大阪市に生まれた。母あいは、父民義とともに大阪市の石炭商社に参加していた大阪安治川の石炭商西井直次郎の妹である。父民義は1889年に大阪から愛知県へと移り、名古屋市近郊の熱田町にて石炭商として開業していたが、母は郷里の大阪へと帰って義雄を出産した。母が産褥熱で倒れたため堺市にあった民義の姉の元で養われ、9月になって父のいる熱田へと移った。
1902年（明治35年）4月愛知県立第一中学校（愛知一中）へ入学。1908年（明治41年）に卒業して神戸高等商業学校へ進み、1913年（大正2年）同校卒業の後は東京高等商業学校専攻部（経済史専攻、現・一橋大学）へ進学、1915年（大正4年）、26歳のとき卒業した。東京高商では教授の福田徳三から研究室に残って学者になるよう誘われたという。

### 初期の財界活動
東京高商卒業後は東京海上保険に入社し、社長各務鎌吉の秘書として2年間勤務する。父民義が各務に頼んで入社させたという。
1917年（大正6年）9月、株式会社電気製鋼所の取締役兼支配人となった。同社は1916年8月に名古屋の電力会社名古屋電灯の製鋼部が独立することで発足した企業で、フェロアロイ（合金鉄）や特殊鋼を製造していた。名古屋電灯の常務（のち副社長）であった父民義が初代社長を務めていたが、相談役に退くのと入れ替わりで義雄が支配人に就任。電気製鋼所では社長の福澤桃介が仕事をほとんど常務の寒川恒貞に任せていたので義雄は寒川とともに仕事に携わるが、実際には寒川がほとんど全責任を負っており、義雄はまだ28歳の青年に過ぎず支配人とはいえ見習いや使い歩きであった。
電気製鋼所の事業の中で、常務の寒川恒貞は製鋼用電極の自給を考案し、東海電極製造株式会社（現・東海カーボン）の設立に動き始める。設立に際し義雄は名古屋の青年実業家の間を回って株式の募集を手伝い、1918年（大正7年）4月に同社が設立をみると初代社長寒川の下で常務取締役に就任した。
東海電極製造の常務は1919年11月まで務めた（取締役には留任）。翌1920年（大正9年）7月には電気製鋼所支配人も辞任した（同じく取締役には留任）。その後電気製鋼所は大同電力から独立した大同製鋼（初代）と統合することとなり、1922年（大正11年）7月製鋼事業を大同製鋼へと移管、兼業の電気事業のみを残して木曽川電力に社名を変更した。電気製鋼所の製鋼事業を統合した大同製鋼は株式会社大同電気製鋼所となったが、義雄はこの時点では同社に関与していない。
また電気製鋼所で勤める傍ら、1920年春の戦後恐慌で苦境に陥っていた近藤繁八経営の名古屋紡績株式会社の整理を引き受け、同年10月専務取締役に就任した。同社の経営は初め順調であったが、最終的には素人の手には負えず失敗に終わる。同社は1924年（大正13年）に父民義が社長に就任し、後に日東紡績へ合併した。

### 学校経営
名古屋紡績での失敗後、義雄は東邦商業学校（現在の東邦高等学校の前身）の経営に傾倒する。東邦商業は父民義が関西電気（旧名古屋電灯、後の東邦電力）副社長退任時の退職金を学校設立基金とし、自ら設立者および校主となって1923年（大正12年）4月に開校した学校である。初代校長には民義と同時期に名古屋市会議員を務めていた元市長大喜多寅之助で、義雄は豊田利三郎とともに同校理事に任ぜられた。
義雄は東京高商在学中に研究者を志し、卒業後学術書出版を目的とする「下出書店」を開いた経験から、実業界にありながらも学問への志しを捨てきれなかったため、財界不況で余裕を得たのを好機として父と協力して学校経営に取り組むこととなったという。1926年（大正15年）8月、アメリカ合衆国のキリスト教青年会 (YMCA) より招待を受け、訪米使節団の団長として渡米する。次いで単身でイギリス・ドイツ・フランス・イタリアを訪問して青少年教育と商業教育の実情を視察し、翌1927年（昭和2年）2月に帰国した。帰国後はより教育活動に専念し、1928年（昭和3年）東邦商業学校の副校長に就任。本業の弁護士業のため不在がちな校長大喜多寅之助に代わって同校の実質的な責任を負った。

### 大同製鋼社長就任
1931年（昭和6年）4月30日、義雄は株式会社大同電気製鋼所取締役に就任し、同年6月11日付で社長に選出された。電気製鋼所創業以来関与してきた寒川恒貞の社長退任に伴うもので、寒川の推薦により後任社長となった。なお、同じく寒川の後任として同年7月に木曽川電力社長にも就いている。
義雄が社長に就任した当時の大同電気製鋼所は、資本金280万円、工場は旧電気製鋼所所属の熱田工場と旧大同製鋼所属の熱田工場、休止中の（木曽）福島工場の3つがあるだけであった。しかし就任直後の9月に満州事変が勃発したことを受け、同社は拡大する軍需に応えるべく積極経営に転換し、生産の拡充へと進み始める。まず築地工場を拡張し航空機製造用などの高級鋼を増産、ついで鋳鋼品を製造する熱田工場を拡張し、1932年（昭和7年）には休止中の福島工場を再開しフェロアロイの増産に踏み切り、翌1934年（昭和9年）には帝国発條を合併してバネ製造事業にも進出した。
1934年6月、名古屋にて株式取引所を営む株式会社名古屋株式取引所の8代目理事長に就任した。1924年12月まで父民義が理事長を務めており、父と入れ替わりで監査役に就いて以来、理事、常務理事と進んで理事長となった。大同電気製鋼所社長との兼任であるが、この時期にはむしろ名古屋株式取引所の方が義雄の活動の中心と見られていた。1934年11月には、東邦商業学校にて大喜多にかわって副校長から昇格し2代目校長となった（当時43歳）が、財界での活動も活発化していたので教員から校長代理を立てている。
1934年10月、久保田長太郎が営む機械製作所が新たに株式会社化されて株式会社久保田製作所（現・新東工業）が設立された際、初代社長に迎えられる。1935年（昭和10年）3月、創業者鈴木政吉の後任として鈴木バイオリン製造株式会社社長となり、翌1936年（昭和11年）6月には父民義にかわって名古屋のセロファン・レーヨンメーカーの大日本セロフアン株式会社社長となった。1937年時点では名古屋株式取引所理事長を中心に大同電気製鋼所など計6社の社長を兼ね、ほかにも鉄道・ホテル・セメントなど計11社の取締役・監査役であった。さらには名古屋の映画館「八重垣劇場」の経営や、前記東邦商業学校校長、名古屋体育協会副会長、名古屋少年団理事長、名古屋商工会議所議員など各所に手を広げている。こうして義雄は中京財界の代表的人物の一人に数えられるようになった。
1937年（昭和12年）4月、日本経済使節団の一員として渡米し、アメリカの各企業を視察した後ドイツへ渡り国際商業会議所会議に出席する。以後も欧州諸国を歴訪して9月に帰国した。

### 戦時下の積極経営
社長を務める大同電気製鋼所では、軍部からの増産要請に応ずるため1936年（昭和11年）新工場の建設を決定、翌1937年12月に星崎工場を完成させるに至る。星崎工場の本格稼動を機に翌1938年（昭和13年）6月には社名を大同電気製鋼所から「大同製鋼株式会社」（2代目）とした。また、義雄の発案により社内外の技術者育成を目的とする工業学校の設立を決定し、1938年10月株主総会にて会社から学校への寄付に関して承認を受けた上で1939年（昭和14年）1月自身を理事長とする「財団法人大同工業教育財団」を組織。同年4月に大同工業学校（現・大同大学大同高等学校）を開校した。
1937年の日中戦争勃発以降増加する一方の軍需に押され、大同製鋼は新工場完成後も間断なく増産工事を実施し、さらに1941年（昭和16年）10月には鋼板メーカーの富永鋼業を合併し鋼板部門にも進出した。大同製鋼の経営について義雄は、1938年7月発行の雑誌のインタビューにて、増資を重ねて生産能力を増強するよりも今ある設備の範囲で生産する方が会社としては利益になるが、戦時下では経営者は企業の利益追求よりも国家的利益を優先すべき、という旨を語っている。太平洋戦争開戦後には工場新増設などに必要な巨額の資金を調達するために倍額増資を行い、1943年（昭和18年）11月、資本金は1億3,200万円となった。
1940年（昭和15年）11月、大日本産業報国会の結成に伴い本部理事に就任、愛知県産業報国会でも常務理事に就いた。同年12月には大政翼賛会愛知県支部の結成に参加して常務委員理事となり、その後は愛知県における大政翼賛会の中心メンバーとして積極的に活動する。一方、大同製鋼の経営に専念するため1941年12月に名古屋株式取引所理事長を辞任、東邦商業学校校長も同年11月に辞任した。ただし同校関連では、翌1942年（昭和17年）2月に学校の経営主体として「財団法人下出教育報效財団」が認可を受けた際初代理事長に就任している。また1941年4月からは名古屋商工会議所副会頭を務めた（会頭は高松定一、1943年8月まで）。
1942年4月、第21回衆議院議員総選挙（いわゆる「翼賛選挙」）に立候補し当選、衆議院議員となった。翼賛政治体制協議会愛知県支部の推薦で出馬した新人3名のうちの一人で、選挙区は愛知県第1区（名古屋市）。商工業者の圧倒的な支持を得て全市で得票を伸ばし、特に大同製鋼の本拠地南区では他の候補を圧倒、新人ながら前職加藤鐐五郎に次ぐ2位の得票で当選した。ただし戦後の妻サダの回想によると、衆議院議員となったのは周囲から推されたためで自発的ではなかったといい、義雄の三男も義雄は政治に強い関心があった雰囲気ではなかったと語っている。
経営する大同製鋼は、軍需省設置および軍需会社法施行に伴い、1944年（昭和19年）1月に航空機製造に関係する会社であるとして軍需会社法に基づく軍需会社に指定された。これにより軍需会社法に規定する「生産責任者」が会社を代表することとなったため、代表取締役である下出義雄（社長）・川崎舎恒三（副社長）の代表権は喪失したものの、義雄は生産責任者に選任され代表に留まった。この頃（1943・44年頃）、戦局の拡大にあわせて拡大を続けて工場数全国16か所、従業員3万人という大企業に発展した大同製鋼は生産量のピークを迎えたものの、これ以降は空襲の被害や物資・人員不足などにより以降は急激に低下していく。そして1945年（昭和20年）8月の終戦を迎えた。

### 戦後の活動
終戦後、公職追放が実施されるにあたって、大同製鋼も公職追放令の対象となるのが明らかとなったので、義雄は1946年（昭和21年）2月25日付で大同製鋼取締役社長を辞任した。大同製鋼はその後企業再建整備法に基づき1950年（昭和25年）に解散、後継会社として新大同製鋼（現・大同特殊鋼）と大同鋼板（現・日鉄鋼板）が発足している。
大同製鋼社長の辞任に続き1946年5月大同工業学校の経営主体・財団法人大同製鋼奨学研究財団の理事長を辞任。東邦商業高校の経営主体・財団法人下出教育財団の理事長も11月に退き父民義に譲っている。さらに翌1947年（昭和22年）12月、1919年の設立以来在職していた東海電極製造取締役からも退任した。
戦時中に休止していた株式市場を戦後再開するにあたり、かつて名古屋株式取引所理事長を務めていた義雄は、1948年（昭和23年）3月7日に株式会社名古屋証券取引所が設立されるにあたって初代理事長に選出された。5月の取引再開を挟み、任期満了の1952年（昭和27年）4月まで理事長を務めている。
1958年（昭和33年）1月20日、義雄は名古屋市昭和区天白町の自宅にて病気療養中肺炎を併発し死去した。死後、従五位勲三等瑞宝章が追贈された。

## 親族
長男の貞雄・次男の保雄は東邦中学校・商業高等学校→東邦高等学校校長。長女の文子は電子工学者の榊米一郎夫人。生物学者の榊佳之・工学者の榊裕之は孫（文子と米一郎の子）。

## 主な役職
- 衆議院議員：1942年4月30日当選（第21回総選挙）、1945年12月18日解散失職。
- 大同製鋼関連
  - 大同製鋼株式会社社長：1931年6月就任（4月より取締役）、1946年2月退任。現・大同特殊鋼。
  - 矢作製鉄株式会社会長：1941年9月就任、1946年11月退任[44]。
  - 株式会社大同機械製作所社長：1945年10月就任、1946年5月退任[45]。現・大同マシナリー。
  - 木曽川電力株式会社社長：1931年7月就任（1917年9月より取締役）、1942年12月会社解散[19]。電気製鋼所時代の1917年9月より1920年7月まで支配人兼任。
- 東海電極製造株式会社取締役：1918年4月就任、1947年12月退任（1919年11月まで常務）。現・東海カーボン。
- 名古屋紡績株式会社常務：1920年10月就任。現・日東紡績。
- 矢作水力株式会社取締役：1928年4月就任、1942年4月会社解散[46]。
- 愛知電気鉄道株式会社取締役：1929年12月就任[47]、1935年8月名古屋鉄道と合併。
- 株式会社久保田製作所社長：1934年10月就任。現・新東工業。
- 鈴木バイオリン製造株式会社社長：1935年3月就任。
- 名古屋鉄道株式会社取締役：1935年5月就任、1945年5月退任[48]。
- 大日本セロフアン株式会社社長：1936年6月就任。
- 大同メタル工業株式会社取締役社長：1939年11月就任、1947年4月退任。
- 株式会社名古屋株式取引所理事長：1934年6月就任、1941年12月退任。
- 株式会社名古屋証券取引所理事長：1948年3月就任、1952年4月退任。
- 名古屋商工会議所副会頭：1941年4月就任、1943年8月退任。
- 東邦商業学校関連
  - 東邦商業学校校長：1934年11月就任（1928年から副校長）、1941年11月退任。
  - 財団法人下出教育報效財団（後の財団法人下出教育財団）理事長：1942年2月就任、1946年11月退任。
- 大同工業学校関連
  - 財団法人大同工業教育財団（後の財団法人大同製鋼奨学研究財団）理事長：1939年1月就任、1946年5月退任。